# Нигаматовский сельсовет
Нигаматовский сельсовет — муниципальное образование в Баймакском районе Башкортостана России.

## История
Дата образования: 3 марта 2009 года.
Согласно Закону о границах, статусе и административных центрах муниципальных образований в Республике Башкортостан имеет статус сельского поселения.

## Население
| 2002  | 2009  | 2010  | 2012  | 2013  | 2014  | 2015  |
| ----- | ----- | ----- | ----- | ----- | ----- | ----- |
| 3217  | ↗3425 | ↘2867 | ↘2821 | ↘2819 | ↘2783 | ↗3061 |
| 2016  | 2017  |       |       |       |       |       |
| ↘3054 | ↘3044 |       |       |       |       |       |

## Состав сельского поселения
| № | Населённый пункт | Тип населённого пункта       | Население |
| - | ---------------- | ---------------------------- | --------- |
| 1 | Нигаматово       | село, административный центр | ↘838      |
| 2 | 2-е Иткулово     | село                         | ↘853      |
| 3 | Баимово          | деревня                      | ↘487      |
| 4 | Верхнеяикбаево   | деревня                      | ↘390      |
| 5 | Исяново          | деревня                      | ↘176      |
| 6 | Нижнеяикбаево    | деревня                      | ↘123      |